# Somnophilie

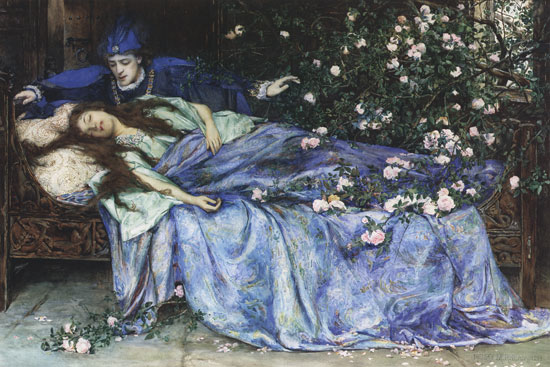
La Belle au bois dormant, 1899, illustration d'Henry Meynell Rheam.

La somnophilie (du latin somnus, dormir et du grec φιλία / philia, amour) est une paraphilie dans laquelle un individu est sexuellement attiré par une personne endormie ou inconsciente,,.

## Origine
Le terme « somnophilie » a été introduit par John Money en 1986,.
Il caractérise cette condition comme un type de fétichisme sexuel, décrit par une forme de syndrome « dans lequel l'excitation sexuelle et la facilitation ou l'atteinte de l'orgasme sont stimulées par et dépendent du rapprochement intrusif de » quelqu'un qui se trouve dans l'incapacité de répondre ou de réagir,.
Habituellement, l'individu sur lequel l'acte sexuel est commis par le somnophiliaque est un étranger, non connu intimement au préalable.
Les raisons sont multiples, notamment par opportunisme, ou bien car l'orientation sexuelle de la victime n'est pas compatible avec un acte lucide et consenti.
Le somnophiliaque peut déclencher ou créer un état d'inconscience chez sa victime en la droguant ou en s'engageant dans un acte sexuel avec quelqu'un en état d'ébriété.
Celui qui perpétue ces actes devient attiré par l'idée d'un partenaire sexuel qui n'est pas capable de résister à ses avances.
Les actes commis peuvent être variés en nature : déshabillage, caresses, stimulation de zones érogènes, masturbation, sexe oral, voire pénétration.

## Traitement
James Cantor (en), psychologue, établit qu'« il existe des publications occasionnelles sur des traitements potentiels, mais aucune n'a présentée de preuve solide et rationnelle qu'un individu avec une paraphilie peut être amené à devenir quelqu'un sans paraphilie. Autant qu'on puisse dire, la situation est comparable avec l'orientation sexuelle. »
La somnophilie voit son niveau augmenter en termes de diagnostic quand elle représente une « déficience significative », en particulier quand l'individu qui effectue l'acte sexuel le fait avec un partenaire non consentant.